# Ole Tillmann

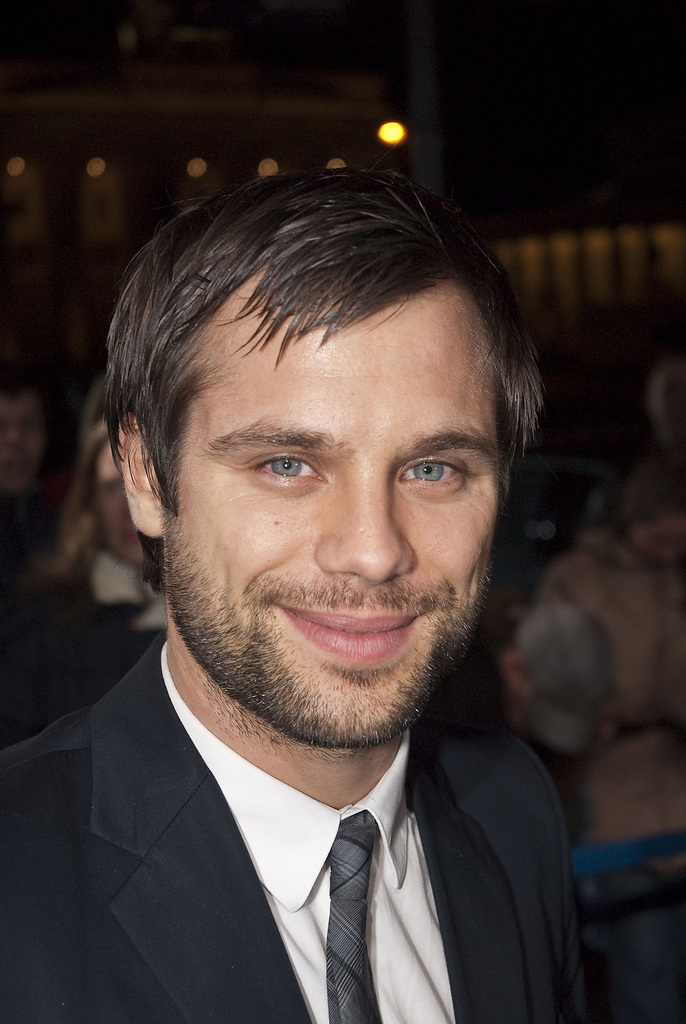
Ole Tillmann auf der Berlinale 2008

Ole Tillmann (* 19. April 1981 in Köln) ist ein deutscher Schauspieler, Moderator und Coach.

## Leben und Karriere
Tillmann wurde bei einem Komparsenauftritt in Unter uns entdeckt. Mit 18 Jahren – nach dem Fachabitur – spielte er dort bis 2001 die Rolle des Jonas Sommerfeld. Außerdem spielte er Rollen in zahlreichen Serien wie z. B. SOKO 5113, Die Rosenheim-Cops oder Mein Leben & Ich. Auf der Theaterbühne debütierte Tillmann 2003 in Trainspotting.
Im September 2000 übernahm Tillmann die Moderation der deutschen Ausgabe der Musikshow Top of the Pops. 
Seit 2001 moderierte er unter anderen die  Top of the Pops Awards in Manchester, den World Music Award 2003 in Monaco, die Bravo Supershow und den Bundespresseball. Er war Laudator beim Bayerischen Fernsehpreis 2002, beim Comet 2003, 2004 und beim Echo 2003, 2004, 2006, 2007.
Tillmann ist verheiratet und Vater von Zwillingen.
Er arbeitet seit 2009 im Rahmen der der TED-Eventreihe als Schauspiel- und Präsentationscoach, sowie als Dozent an der Design Akademie Berlin und gehörte dem Coaching-Team an der HPI School of Design Thinking in Potsdam an. 
Tillmann gründete 2012 eine Firma, mit der er Führungskräfte für deren Auftreten schult.
2021 moderierte Ole Tillmann die Auftaktveranstaltung von „Makers of Tomorrow“.

## Filmografie (Auswahl)
- 1999–2001: Unter uns
- 2000: Die Wache
- 2003: Der kleine Mönch
- 2005: SOKO 5113
- 2006: Die Rosenheim-Cops – Auch sonntags wird gemordet
- 2006: Familie Dr. Kleist
- 2006–2009: Mein Leben & Ich
- 2007: Alarm für Cobra 11 – Die Autobahnpolizei – Familiensache
- 2008: Insel des Lichts
- 2011: Frischer Wind
- 2011: Anna und die Liebe

## Auszeichnungen
- 2008: Grimme Online Award als Mitgründer und Autor des Weblog stoerungsmelder.org[5]

## Publikationen
- PEAK Creative Leadership GmbH (Hrsg.): Agile Presentation Design - an innovator's guide to more impactful presentations. 2019, ISBN 978-3-00-063024-8.